# Grusonia densispina
Grusonia densispina är en kaktusväxtart som först beskrevs av Ralston och Hilsenb., och fick sitt nu gällande namn av Rebman. Grusonia densispina ingår i släktet Grusonia och familjen kaktusväxter. Inga underarter finns listade i Catalogue of Life.